# Djalma Santos
Djalma Pereira Dias dos Santos (São Paulo, 27 de febrero de 1929-Uberaba, Minas Gerais, 23 de julio de 2013) fue un futbolista brasileño que ganó con su país los mundiales de Suecia 1958 y Chile 1962. Participó en cuatro Copas del Mundo, ganando dos, en 1958 y 1962. Fue conocido por ser el mejor lateral derecho de la época. También disputó el de Inglaterra 1966, a los treinta y siete años. Siendo defensa, frecuentemente se aventuraba hacia el campo enemigo mostrando impresionante técnica para apoyar el ataque. 
Es uno de los únicos tres jugadores de toda la historia del fútbol que está incluido en el equipo de estrellas de tres mundiales de fútbol de la FIFA del máximo nivel, junto con los alemanes Franz Beckenbauer y Philipp Lahm.

## Biografía

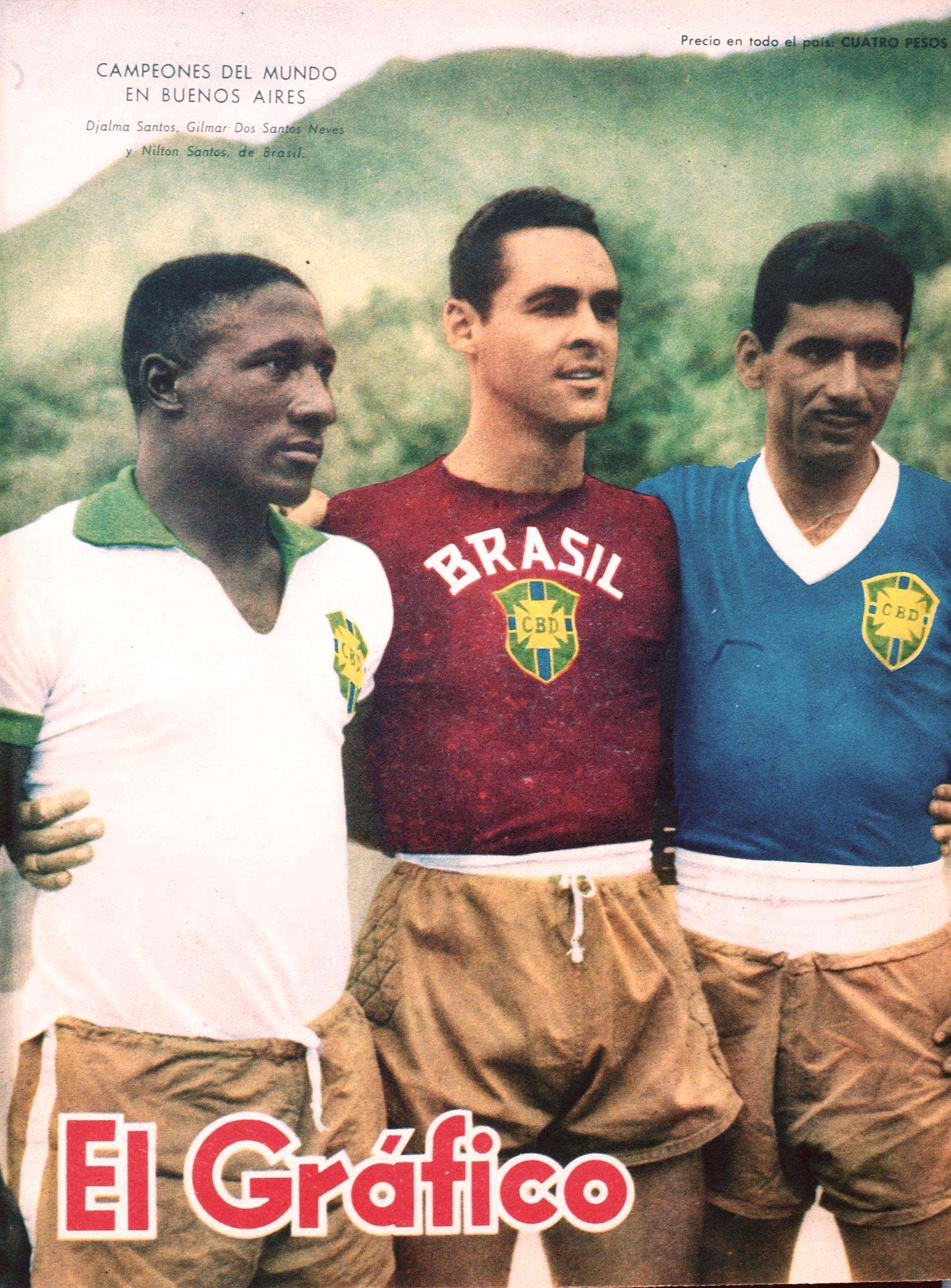
Djalma Santos, Gylmar dos Santos Neves y Nilton Santos en 1959

Nacido en São Paulo, el 27 de febrero de 1929, estaba casado con Esmeralda Santos.
Fue el primer brasileño en llegar a los 100 partidos internacionales (finalizó su carrera con 111) y fue nombrado por Pelé como uno de los 125 mejores jugadores vivos en marzo de 2004.
El 23 de julio de 2013, Santos falleció a los 84 años, en Uberaba, Minas Gerais, donde vivió durante dos décadas. De acuerdo con un comunicado emitido por el Hospital Dr. Hélio Angotti, el deceso fue debido a una neumonía y a una inestabilidad hemodinámica severa, que culminó con un ataque cardíaco. Estaba hospitalizado desde el lunes 1 de julio de 2013.

## Selección nacional
Djalma Santos jugó cuatro Copas Mundiales de Fútbol, de las cuales ganó dos.
Además, ganó el Campeonato Panamericano de Fútbol de 1952 y disputó cuatro Copas América.

### Participaciones en Copas del Mundo
| Mundial                        | Sede       | Resultado        | PJ | G |
| ------------------------------ | ---------- | ---------------- | -- | - |
| Copa Mundial de Fútbol de 1954 | Suiza      | Cuartos de final | 3  | 1 |
| Copa Mundial de Fútbol de 1958 | Suecia     | Campeón          | 1  | 0 |
| Copa Mundial de Fútbol de 1962 | Chile      | Campeón          | 6  | 0 |
| Copa Mundial de Fútbol de 1966 | Inglaterra | Primera ronda    | 2  | 0 |

### Participaciones en Campeonatos Sudamericanos
| Sudamericano                 | Sede      | Resultado    | PJ | G |
| ---------------------------- | --------- | ------------ | -- | - |
| Campeonato Sudamericano 1953 | Perú      | Subcampeón   | 7  | 0 |
| Campeonato Sudamericano 1956 | Uruguay   | Cuarto lugar | 5  | 0 |
| Campeonato Sudamericano 1957 | Perú      | Subcampeón   | 6  | 0 |
| Campeonato Sudamericano 1959 | Argentina | Subcampeón   | 4  | 0 |

### Participaciones en Campeonatos Panamericanos
| Panamericano                 | Sede  | Resultado | PJ | G |
| ---------------------------- | ----- | --------- | -- | - |
| Campeonato Panamericano 1952 | Chile | Campeón   | 4  | 0 |

## Clubes

### Como jugador
| Club                | País   | Año       |
| ------------------- | ------ | --------- |
| Portuguesa          | Brasil | 1945-1959 |
| Palmeiras           | Brasil | 1959-1968 |
| Atlético Paranaense | Brasil | 1968-1972 |
| Sport Boys          | Perú   | 1972      |

### Como entrenador
| Club       | País | Año  |
| ---------- | ---- | ---- |
| Sport Boys | Perú | 1973 |

## Palmarés

### Campeonatos regionales
| Título                | Club       | Estado                    | Año  |
| --------------------- | ---------- | ------------------------- | ---- |
| Torneio Rio-São Paulo | Portuguesa | São Paulo- Río de Janeiro | 1952 |
| Torneio Rio-São Paulo | Portuguesa | São Paulo- Río de Janeiro | 1955 |
| Campeonato Paulista   | Palmeiras  | São Paulo                 | 1959 |
| Campeonato Paulista   | Palmeiras  | São Paulo                 | 1963 |
| Campeonato Paulista   | Palmeiras  | São Paulo                 | 1966 |
| Campeonato Paranaense | Panaerense | Paraná                    | 1970 |

### Campeonatos nacionales
| Título               | Club      | País   | Año  |
| -------------------- | --------- | ------ | ---- |
| Campeonato Brasileño | Palmeiras | Brasil | 1960 |
| Campeonato Brasileño | Palmeiras | Brasil | 1967 |
| Campeonato Brasileño | Palmeiras | Brasil | 1967 |

### Copas internacionales
| Título                 | Equipo              | País   | Año  |
| ---------------------- | ------------------- | ------ | ---- |
| Copa Mundial de Fútbol | Selección brasileña | Suecia | 1958 |
| Copa Mundial de Fútbol | Selección brasileña | Chile  | 1962 |